# Heptano
El heptano es un hidrocarburo saturado de la familia de los alcanos de fórmula C7H16. Existe en la forma de 9 isómeros. Uno de ellos, el n-heptano, se utiliza como componente del combustible en un test de motores antidetonantes, un combustible con un 100% de n-heptano es el punto cero de la escala del octanaje (siendo el punto 100 con 100% de iso-octano).

## Usos
El heptano (y sus muchos isómeros), se utiliza en los laboratorios como un disolvente totalmente apolar. Ya que se presenta en estado líquido a presión y temperatura ambiente, es fácil de transportar y almacenar. 
El heptano se encuentra disponible comercialmente mezclado con sus isómeros, para el uso en pinturas y revestimientos y también puro para la investigación y desarrollo, la fabricación de productos farmacéuticos y como componente minoritario en la gasolina.

### Escala del octanaje
El n-heptano es el punto cero en la escala del octanaje. No es un producto deseable del petróleo, ya que arde de forma explosiva, a diferencia de sus isómeros ramificados que arden de una forma más lenta y dan un mayor rendimiento. Se eligió como punto cero de la escala del octanaje, por la posibilidad de obtener n-heptano de alta pureza, sin estar mezclado con otros isómeros del heptano u otros alcanos.